# TFO
TFO ist ein kanadischer Bildungsfernsehsender mit Sitz in Toronto in der Provinz Ontario. Er ist der einzige französischsprachige Sender Kanadas, der komplett außerhalb Québecs operiert.
Früher war er Eigentum von TVOntario, er wurde aber 2007 unabhängig.